# Sárközy András
Sárközy András (Budapest, 1941. január 16. –) Széchenyi-díjas magyar matematikus, egyetemi tanár, a Magyar Tudományos Akadémia rendes tagja. Kutatási területe a kombinatorikus számelmélet és az exponenciális összegek számelméleti alkalmazása. Jelentősek a különbségsorokban elért eredményei.

## Életpályája
1959-ben érettségizett, majd felvették az Eötvös Loránd Tudományegyetem (ELTE) Természettudományi Kar matematikus szakára, ahol 1963-ban szerzett diplomát. Ennek megszerzése után az egyetem algebra és számelmélet tanszékén kapott állást, gyakornoki, majd tanársegédi beosztásban. Később adjunktusként, majd 1971-ig egyetemi docensként dolgozott. Ekkor átkerült az MTA Matematikai Kutatóintézetbe, ahol kezdetben tudományos munkatársi, később főmunkatársi, majd tudományos tanácsadói beosztásban dolgozott. 1995-ben visszatárt az ELTE algebra és számelmélet tanszékére, ahol tanszékvezető egyetemi tanári kinevezést kapott. A tanszéket 2008-ig vezette. 1999 és 2002 között Széchenyi professzori ösztöndíjjal kutatott. Magyarországi oktatói pályája mellett kilenc éven át tizenkét különböző egyetem vendégprofesszora volt (USA, Kanada, Németország, Anglia, Franciaország).
1969-ben védte meg a matematikai tudomány kandidátusi, 1982-ben akadémiai doktori értekezését. Az MTA Matematikai Bizottságának lett tagja, amelynek 2002 és 2005 között elnöke is volt. 1994-ben habilitált. 1998-ban a Magyar Tudományos Akadémia levelező, 2004-ben pedig rendes tagjává választották meg. 1999-ben az Országos Tudományos Kutatási Alap Matematikai Zsűri elnöke lett.

## Munkássága
Elsősorban kombinatorikus számelmélettel, illetve az exponenciális összegek alkalmazásaival foglalkozik. Híres tétele szerint természetes számok minden pozitív felső sűrűségű sorozata tartalmaz olyan tagokat, amelyek különbsége négyzetszám. Sokat dolgozott együtt Szemerédi Endrével és Erdős Pállal, utóbbival neki van a legtöbb közös cikke.
Kiemelkedő jelentőségűnek számítanak a különbségsorozatokban elért eredményei. Ezek közül a leghíresebb a Fürstenberg–Sárközy-tétel. Fontos eredményei vannak az összegsorozatok számelméleti szerkezetére vonatkozó tételek megalkotása terén, illetve ezek multiplikatív analogonjaival kapcsolatban. Számos alkalmazást fejlesztett ki a véges sorozatokra vonatkozó addíciós tételeire, ezen belül különösen a részhalmazösszegekkel kapcsolatos eredményeinek.
Több mint százhetven tudományos cikk szerzője vagy társszerzője. Publikációit magyar és angol nyelven adja közre.

## Díjai, elismerései
- Grünwald Géza-díj (1966)
- Matematikai Díj (1980)
- Akadémiai Díj (1995)
- Ipolyi Arnold tudományfejlesztési díj (2001)
- Fáy András-díj (2001)
- Szele Tibor-emlékérem (2005)
- Széchenyi-díj (2010)
- Az Université de la Méditerranée díszdoktora

## Főbb publikációi
- Komplex számok (1973)
- Számelmélet (1976)
- Számelmélet és alkalmazásai (1978)
- On Difference Sets of Sequences of Integers I., III. (1978)
- On Multiplicative Arithmetic Functions Satisfying a Linear Recursion (1978)
- On Sums of Sequences of Integers I. (társszerző, 1984)
- On Divisions of Sums of Integers (társszerző, 1986)
- Finite Addition Theorems II. (1994)
- On Finite Pseudorandom Binary Sequences I. (társszerző, 1997)
- Hibrid problémák a számelméletben (1999)
- Véges pszeudovéletlen bináris sorozatokról. Székfoglaló előadások a Magyar Tudományos Akadémián (2014)